# Prisme à liquide
Un prisme à liquide est un prisme d’angle variable.

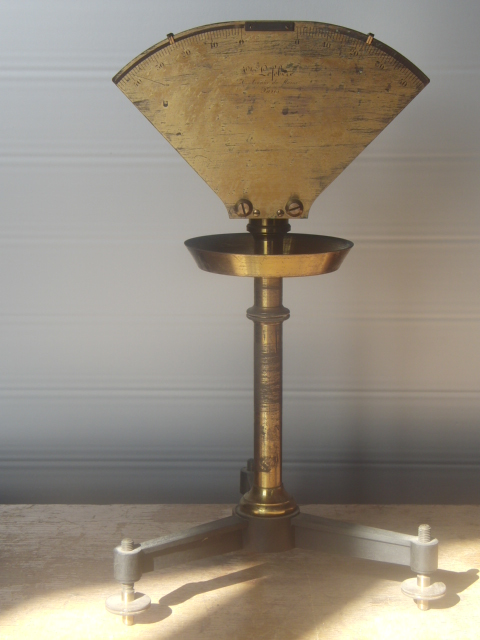
Vue de face d'un prisme à liquide
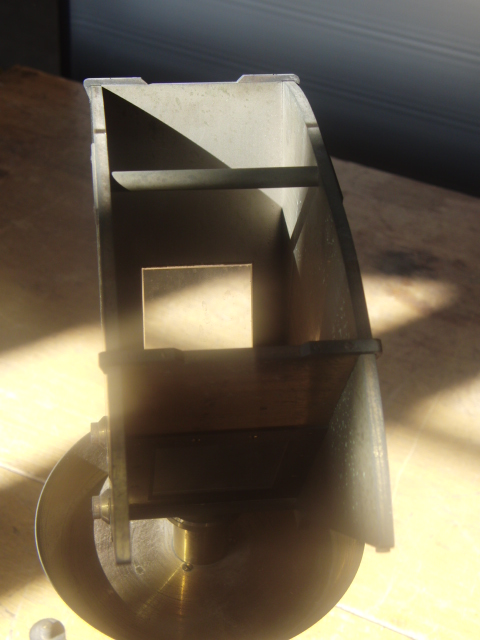
Vue de dessus  d'un prisme à liquide
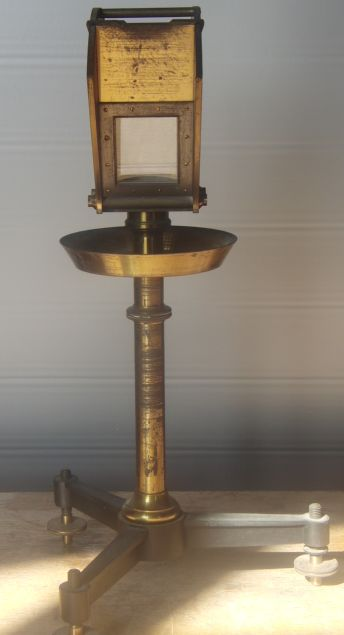
Vue de profil d'un prisme à liquide

## Description
Un prisme à liquide est formé de deux faces parallèles en métal entre lesquelles s’inclinent deux faces transparentes. Un index permet de mesurer les positions angulaires de ces faces. Le tout est posé sur un pied vertical.

## Fonctionnement
On remplit le prisme à liquide d’eau. En inclinant les deux faces, on dispose d’un prisme d’angle au sommet variable.
Un tel dispositif peut être utilisé pour faire des mesures de dispersion de la lumière opérée par un prisme de verre.